# Sydney Pollack
Sydney Pollack (Lafayette, Indiana, 1. srpnja 1934. – Los Angeles, Kalifornija, 26. svibnja 2008.) je američki filmski redatelj, producent i glumac, dobitnik Oscara za najbolju režiju i film. Režirao je više od 21 film i 10 televizijskih serija, glumio u preko 30 filmova ili serija, a producirao je preko 44 filma.
Sydney Pollack je najbolje poznat po režiji filmova Moja Afrika (Oscar, 1985.), Tootsie (1982.), Tri kondorova dana (1975.), Djevojka koju sam volio i Jeremiah Johnson (1972.), uz novije filmove kao što su Prevoditeljica (2005.), Sabrina,  Tvrtka (1993.) i  Havana. Pojavio se u više od 15 filmova, kao što su Prevoditeljica (2005.), Oči širom zatvorene (1999.), Muževi i supruge (1992.),  Igrač i Električni konjanik (1979.).

## Karijera
Pollack je pohađao Neighborhood Playhouse u New Yorku od 1952. do 1954. Poslije je tamo predavao glumu od 1954. do 1959. prije nego što je započeo glumačku karijeru. Tada se preselio iza kamere kako bi režirao i producirao. Njegova redateljska karijera počela je u šezdesetima s epizodama televizijske serije kao što su The Fugitive i Alfred Hitchcock Presents. Osvojio je Oscara za režiju filma Moja Afrika (1985.). Pollack je prije toga bio nominiran u istoj kategoriji za filmove Konje ubijaju, zar ne? i Tootsie.
Dok je režirao Tootsie, često se svađao s  Dustinom Hoffmanom. Na kraju ga je Hoffman nagovorio da odigra njegova agenta u filmu, iako je Pollack pristao nevoljko. Njihova veza van filma dala je autentičnost njihovim scenama u filmu, ponajviše onim u kojima se svađaju. Pollack je od tada počeo češće nastupati u glumačkim ulogama, uz režiju i produkciju.
Kao karakterni glumac, Pollack se pojavio u filmovima kao što su Građanska parnica, Kobno prestrojavanje i Oči širom zatvorene, kao i u svojima uključujući Prevoditeljicu. Nastupio je i u filmu  Woodyja Allena Muževi i supruge kao njujorški odvjetnik koji prolazi kroz krizu srednjih godina.

## Osobni život
Roditelji su mu se razveli kad je bio mlad, a njegova majka, alkoholičarka, umrla je u 37. godini kad je Pollacku bilo 16. Njegov brat je dizajner kostima, producent i glumac Bernie Pollack.
Pollack je od 1958. bio u braku s Claire Griswold, svojom bivšom studenticom. Imali su troje djece, od koje je jedno, Steven Pollack, poginuo u avionskoj nesreći 1993.

## Izabrana filmografija

### Redatelj
- Tanka nit (1965.)
- Prokleti posjed (1966.)
- Lovci na skalpove' (1968.)
- Čuvari zamka (1969.)
- Konje ubijaju, zar ne? (1969.)
- Jeremiah Johnson (1972.)
- Djevojka koju sam volio (1973.)
- Tri kondorova dana (1975.)
- Jakuza (1975.)
- Bobby Deerfield (1977.)
- Električni konjanik (1979.)
- Bez zlobe (1981.)
- Tootsie (1982.)
- Moja Afrika (1985.)
- Havana (1990.)
- Tvrtka (1993.)
- Sabrina (1995.)
- Slučajna avantura (1999.)
- Sketches of Frank Gehry (2005.)
- Prevoditeljica (2005.)

## Vanjske poveznice
- Sydney Pollack u internetskoj bazi filmova IMDb-u (engl.)
- Existentiality of Pollack  Arhivirana inačica izvorne stranice od 16. listopada 2007. (Wayback Machine)